# B-nario
I B-Nario sono un gruppo italiano, nato nel 1993 e composto in origine da Massimo Zoara e Luca Abbrescia.

## Carriera
Il loro debutto risale al maggio 1994, con la pubblicazione dell'album eponimo, cui fece da traino il singolo Battisti, al quale seguirono Stanotte e Tra me e te, arrangiati assieme a Massimo Morini. Compare in questo album la traccia Voglio fare il D.J. (scritta con Renato Pareti, autore di canzoni di Fiorella Mannoia, Ornella Vanoni, Nuovi Angeli, Drupi, Gianni Morandi, Gabibbo, Loretta Goggi, Jovanotti e, naturalmente, dello Zecchino d'Oro), diventata anche la sigla del programma di Antonio Conticello Talk Radio andato in onda in quel periodo su Italia 1.
Nel 1996 esce il secondo album, La musica che piace a noi, contenente i singoli Passami la palla e Notte senza donne, cui collaborano tra gli altri Saturnino, Max Pezzali, Paola & Chiara e Demo Morselli. Nel giugno dell'anno successivo aprono la tappa milanese dell'History World Tour di Michael Jackson.
Il terzo album S-cambio è del 1998: al disco collaborano anche Vasco Rossi, che contribuisce alla canzone Splendida così, ed Eros Ramazzotti, coautore del brano Quando sarò grande. Il duo segue Ramazzotti nel suo tour europeo aprendone i concerti. Al termine dell'esperienza, Luca Abbrescia decide di lasciare i B-Nario. Sempre nel 1998 il singolo Passeggiando col mio cane entra nella compilation blu del Festivalbar.
Massimo Zoara continua la sua attività di cantante-produttore, e nell'estate del 2003, col singolo Meglio da soli, i B-Nario vincono Un disco per l'estate. Il singolo sarà seguito l'anno successivo dal 4º album, dal titolo Dal cuore alla testa, ancora grazie alla collaborazione con Danilo Mangano, già autore di molte canzoni di successo dei B-nario. Le canzoni di questo album faranno da colonna sonora al lungometraggio 35 mm.
Il quinto album dei B-Nario esce nel maggio 2008: si tratta del primo greatest hits del gruppo, intitolato La raccolta, che oltre a 14 pezzi estratti dai primi 4 album contiene due inediti incisi da Zoara, Tutto cade e C'è.
Nel marzo 2014 dopo anni di silenzio arrivo il nuovo singolo di B-nario, dal titolo Mai, scelto come colonna sonora della Web serie "Milano Underground". L'11 marzo 2016 esce il nuovo singolo Lettera di un serial killer che anticipa l'uscita del sesto album (composto da 2 cd) intitolato Le cose che cambiano - Le cose che restano  in programma dal 25 marzo 2016.

## Discografia

### Album
- 1994 - B-nario
- 1996 - La musica che piace a noi
- 1998 - S-cambio
- 2004 - Dal cuore alla testa
- 2008 - La raccolta (con due inediti)
- 2016 - Le cose che cambiano - Le cose che restano

### Singoli
- 1994 - Battisti/James Brown
- 1994 - Stanotte
- 1994 - Tra me e te
- 1996 - Se no che vita è
- 1996 - 18 anni
- 1996 - Notte senza donne
- 1996 - Riccione è casa nostra
- 1998 - Passeggiando col mio cane
- 1998 - Ci devo pensare
- 2003 - Meglio da soli
- 2004 - Lo so bene
- 2004 - Dal cuore alla testa
- 2008 - Tutto cade
- 2014 - Mai
- 2014 - Soltanto un'idea
- 2016 - Lettera di un serial killer